# Hans Ledwinka
Hans Ledwinka (někdy také Hans Ledvinka, v poválečné české literatuře i Jan Ledvinka; 14. února 1878 Klosterneuburg Rakousko – 2. března 1967 Mnichov) byl rakouský automobilový konstruktér a průkopník automobilismu. Po nástupu do kopřivnického závodu v roce 1897 stál u zrodu prvního sériově vyráběného automobilu (NW Präsident). Počátkem roku 1902 odešel do vídeňské firmy Alexandra Friedmanna, kde působil čtyři roky jako konstruktér v automobilovém oddělení. Po návratu do kopřivnické firmy pracoval jedenáct let jako vedoucí oddělení výroby automobilů. Mezi lety 1917 až 1921 zastával místo šéfkonstruktéra v rakouské Zbrojovce a. s. ve Štýrském Hradci. V roce 1921 se vrátil podruhé do podniku, který měl nový název – Kopřivnická vozovka. Pracoval zde nepřetržitě do roku 1945. Nejprve jako šéfkonstruktér a později jako ředitel se věnoval konstrukci a výrobě automobilů. Vytvořil tzv. koncepci Tatra, kterou poprvé použil u vozu Tatra 11. Toto technické řešení je při výrobě vozidel Tatra stále používáno a modernizováno. Podepsal se pod všechny modely automobilů vyráběné mezi lety 1921 až 1945. Během dvacátých a třicátých let 20. století realizoval další technické inovace jako například umístění motoru vzadu nebo aerodynamický design (Tatra 77 a další modely).
Na podzim roku 1945 byl zatčen a strávil tři roky ve vazbě v Novém Jičíně, kde byl v září 1948 odsouzen na šest let ve vykonstruovaném procesu. Byla mu započtena tříletá vazba, a proto byl v roce 1951 propuštěn. Odstěhoval se do Rakouska a později do Německa. I ve svém vysokém věku pracoval jako konstruktér. Jeho koncepce podvozku byla použita u některých vozů Steyer-Daimler-Puch.
Ještě během svého života získal řadu ocenění jako například medaili Rudolfa Diesela. V roce 2007 byl uveden do síně slávy nejvýznamnějších evropských automobilových konstruktérů na ženevském autosalonu Geneva Motor Show.
Dne 14. února 1992 byl rehabilitován Nejvyšším soudem Československa.  

## Život
Hans Ledwinka se narodil v Klosterneuburgu, kde se jeho otec Anton Ledwinka (1840–1903) pocházející z Brtnice u Jihlavy živil jako hostinský. Nejprve se vyučil zámečníkem u svého strýce. V roce 1897 ukončil studium na Státní průmyslové škole ve Vídni a 1. září 1897 nastoupil do firmy Nesselsdorfer Wagenbau-Fabriks-Gesellschaft (později Závody Tatra Kopřivnice) jako zámečník. Záhy začal pracovat pod vedením Leopolda Svitáka na konstrukci automobilu NW Präsident. V roce 1899 se podílel na konstrukci čtyřrychlostní převodovky. V roce 1900 pracoval na výrobě prvního závodního vozu, který byl zkonstruován pro barona Theodora von Liebiega. Po neshodách se svým vedoucím Leopoldem Svitákem odešel v roce 1902 a mezi lety 1902–1905 pracoval v rakouském podniku Alexandra Friedmanna. Mezi lety 1903–1904 studoval na c. k. Vysoké škole technické ve Vídni a během roku 1905 se zúčastnil půlročního studijního pobytu u francouzské společnosti Weyhers & Richemond. Zde se zabýval konstrukcí a výrobou parních automobilů. Již v této době byl držitelem řidičského oprávnění a sám také automobily řídil.
V roce 1901 se oženil s Marií Fabigovou (1897–1926). Do manželství se narodili dva synové, Fritz (1902–?) a Erich (1904–1992), který své profesní životy zasvětili jako otec konstruování automobilů.

### Tatra Kopřivnice
V roce 1905 se vrátil do kopřivnického závodu. Po odchodu Leopolda Svitáka do důchodu získal místo vedoucího oddělení výroby automobilů a také přímý vliv na vývoj nových konstrukcí a výrobu. Navrhl nový typ podvozku a motoru typu S (vodou chlazeného čtyřválce o objemu 3306 cm3, výkonu 20 koní a s rozvodem OHC). Po dokončení tohoto projektu bylo vyrobeno deset vozidel. Po modernizaci motoru byl v roce 1910 vyroben motor typu S6 o objemu 4962 cm3 a výkonem 50 koní.
Po dalších neshodách především s ředitelem Erhardem Kölbelem odešel v roce 1916 pracovat pro konkurenci – automobilovou firmu Steyr ve Štýrském Hradci. Zde se během svého působení blíže seznámil s Ferdinandem Porschem, který s ním konzultoval své koncepce. Což se projevilo podobnými návrhy obou konstruktérů a následně vedlo ke sporu o údajné porušení patentů.

V roce 1921 se vrátil zpátky do Kopřivnice, když byl jmenován do vedení nově postavené automobilky firmy Tatra. V roce 1923 byla zahájena výrova vozu Tatra 11. Během roku 1923 si lidový automobil získal Evropu. Proslavil se při automobilových závodech v Targa Florio (1925) a při Velké ruské jízdě Josefa Veřmiřovského ve stejném roce. Ledwinka při výrobě tohoto vozu použil poprvé svoji koncepci Tatra s centrální nosnou rourou (páteřový rám), nezávisle výkyvnými polonápravami a vzduchem chlazeným motorem. Postavil základ celé řadě osobních automobilů (například Tatra 12 nebo modely T30, T52, T54). Koncepci firma používala také při výrobě těžkých nákladních automobilů.

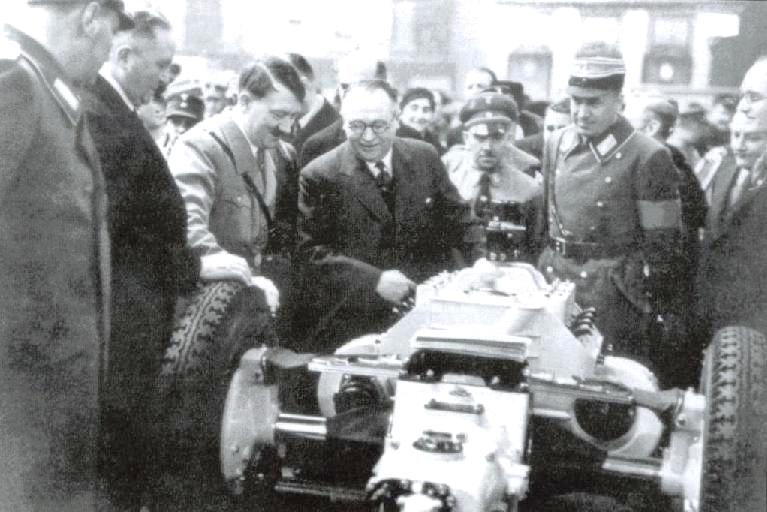
Hitler, Ledwinka a podvozek Tatry 77

Pro značku Tatra znamenala třicátá léta 20. století zahájení nové etapy automobilového designu. Ledwinka se synem Erichem a německým designérem Erichem Übelackerem vedl konstrukční tým společnosti, který pracoval na vozu s aerodynamickou karoserií a dne 5. března 1934 byla představena Tatra 77 (velký aerodynamický automobil s vzduchem chlazeným osmiválcem za zadní nápravou). V dané době řada automobilek pracovala s aerodynamikou, ale Tatra 77 byl prvním aerodynamický vůz na světě vyráběný sériově. Logickým pokračováním byly typy Tatra 87 a Tatra 97. Tatru 87 zviditelnili cestovatelé Jiří Hanzelka a Miroslav Zikmund na své cestě po Africe a Jižní Americe.
V období před druhou světovou válkou se pod vedením Hanse Ledwinky vyráběly nejen osobní, ale i nákladní automobily. Většinou není známo, že se vyrábělo také sedmadvacet typů autobusů.
Po vzniku protektorátu byla Kopřivnice i s továrnou připojena k  Německé říši. Byla zastavena například výroba automobilu Tatra 97. V  roce 1941 se stal Ledwinka ředitelem podniku „Ringhoffer –  Tatra – werke AG“. O rok později byla předvedena nová konstrukce motoru pro automobil Tatra 111, který se po několika úpravách vyráběl až do roku 1962.

### Soud a vězení
Hans Ledwinka nebyl politický aktivní a také nepatřil k žádné nacistické ani jiné organizaci. V závodě se obával sabotáží, proto byli na pozice výstupových kontrol jmenováni pouze jím prověření lidé. Koncem roku 1944 si jeho synové přáli, aby odjel do Vídně. Zůstal v továrně s odůvodněním, že nikomu neublížil a také se obával o vybavení továrny. Dne 5. května 1945 byl zatčen a převezen do věznice v Novém Jičíně. V září 1946 byl postaven před lidový soud. Byl obviněn mimo jiné z účasti na připojení Kopřivnice k Sudetům i ze členství v NSDAP a NSKK a z dalších činů, které mu však nebyly dokázány. Po třech soudních stáních byl v roce 1947 zproštěn obvinění. Po rozsudku žádal náhradu za ušlou mzdu a navrácení zabaveného majetku. Odvolání státního zastupitelství způsobilo, že Nejvyšší soud označil osvobozující rozsudek 3. března 1948 za neplatný. Je třeba zmínit, že i pracovníci vedení Tatry se zasloužili o jeho pozdější odsouzení. Nový proces se konal po obvinění Hanse Ledwinky ze zločinu ohrožení národa. Rozsudek byl vynesen 20. září 1948 a  konstruktér převezen do vězení v Modřanech. Styk s ním byl zakázán, ale konstruktéři Vladimír Popelář a Josef Chalupa ho kontaktovali a pomohl jim vyřešit problémy s konstrukcí  vznikajícího automobilu nazývaného Tatraplán. V létě roku 1951 byl ze zdravotních důvodů převezen do pražské nemocnice, i když požádal o propuštění. Léčení nebylo úspěšné a tak byl 15. září 1951 propuštěn na svobodu. Se synem odjel do Vídně, kde krátce bydlel u své sestry. Poté se přestěhoval do Steyeru. Vrátil se ke konstruktérské práci a pomalu se zotavil.

### Mnichov
V roce 1953 se přestěhoval do Mnichova a podruhé se oženil s Ludwigou Kopkovou. I v pozdním věku pracoval jako konzultant na řadě projektů různých firem. Zemřel 2. března 1967 v Mnichově.
Dne 14. února 1992 byl rehabilitován Nejvyšším soudem Československa.

### Ocenění
- 1943 čestný doktorát na Vídeňské technice
- 1952 čestné vyznamenání, uděleno Svazem německých inženýrů
- 1961 čestný kříž I. třídy za vědu a umění, udělen rakouským prezidentem
- 1961 Medaile Rudolfa Diesela
- 2007 uvedení do síně slávy nejvýznamnějších evropských automobilových konstruktérů, ženevský autosalon Geneva Motor Show[1]

## Následovníci
Hans Ledvinka se věnoval i svým následovníkům – inženýrům Antonínu Kličkovi, Miloslavu Klavíkovi, Romanu Labensovi, Miloslavu Hronovi, Erichovi Übelackerovi a synovi Erichovi Ledwinkovi.

## Galerie

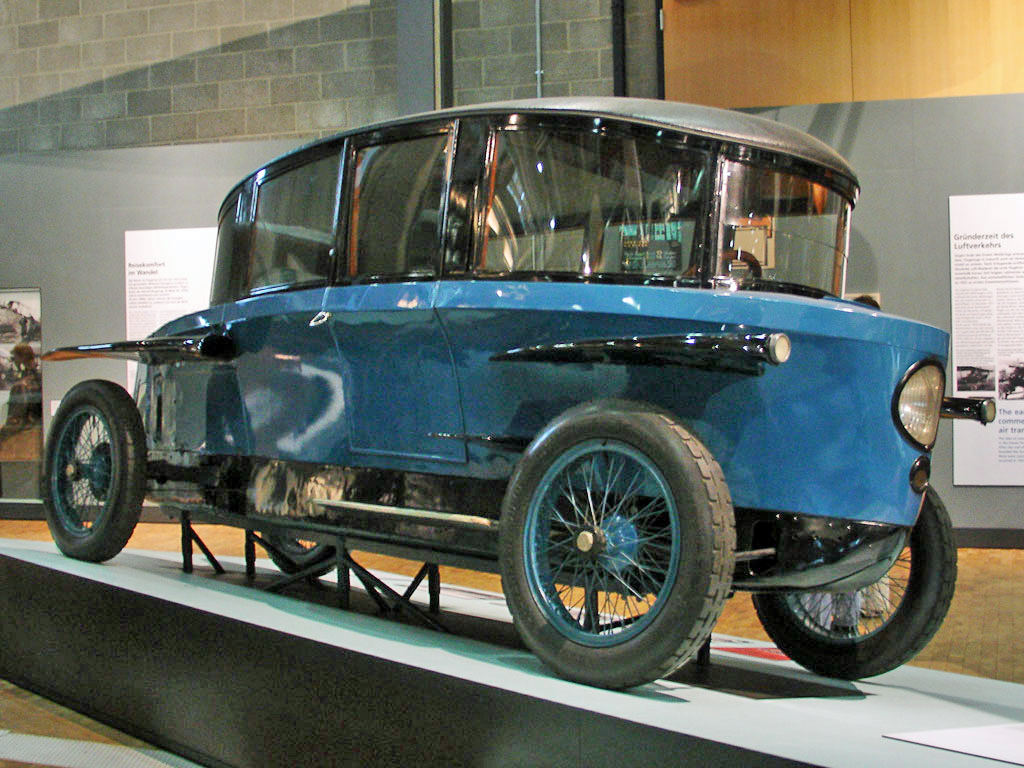
Rumplerův Tropfenwagen (1921)
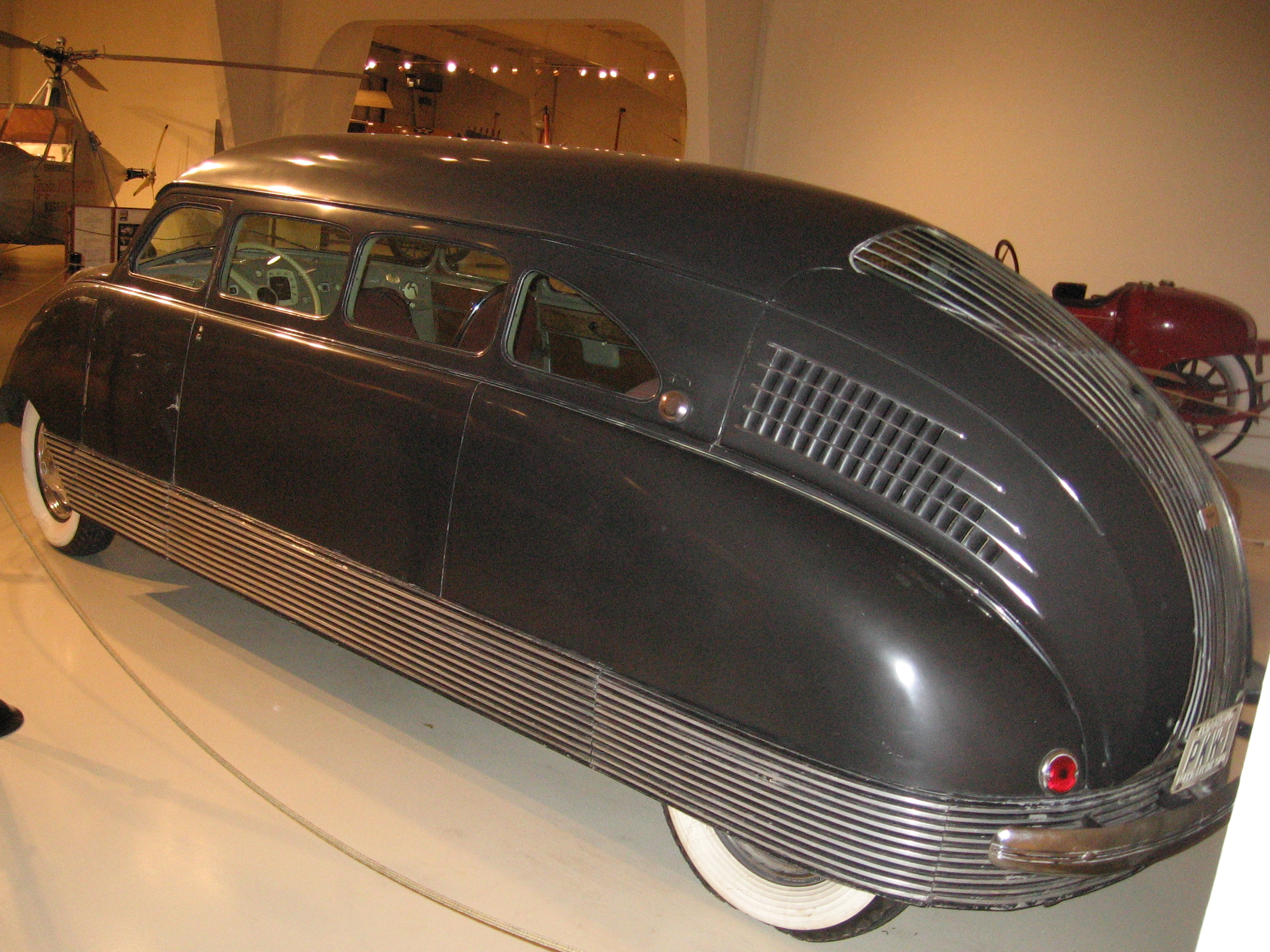
Stout Scarab (1930)
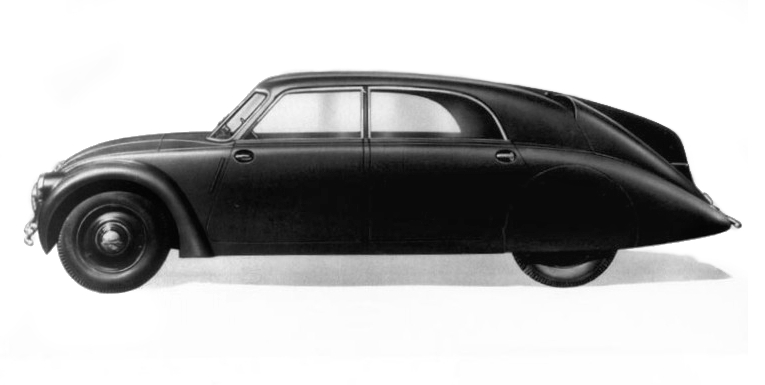
Tatra 77 (1934)
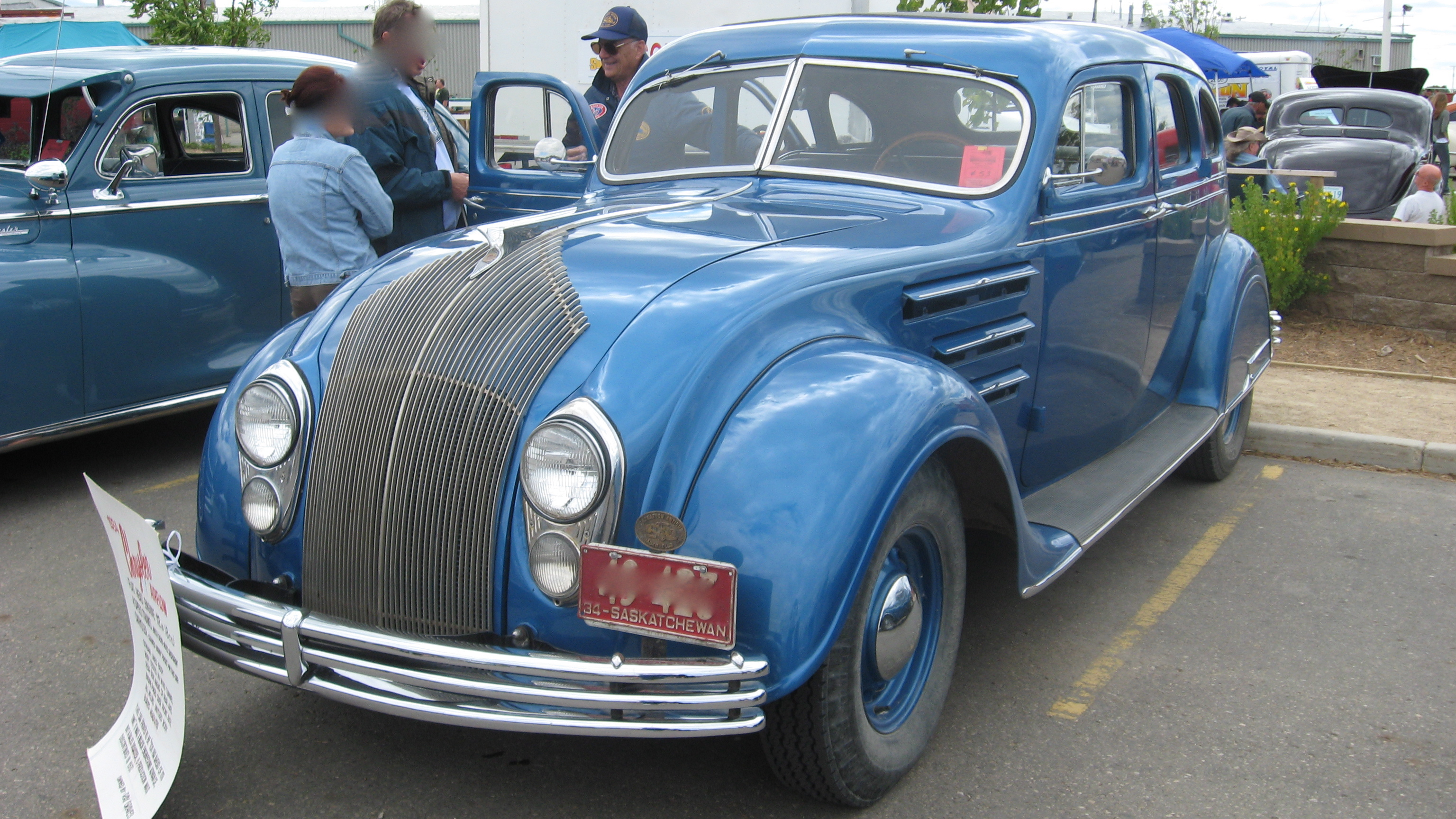
Chrysler airflow (1934)